# Върбас (река)
Върбас (на босненски: Vrbas) е река в Босна и Херцеговина, десен приток на Сава. Дължина 240 km, площ на водосборния басейн 5023 km².
Река Върбас води началото си от южния склон в югоизточната част на планината Враница (част от Динарските планини), на 1578 m н.в., в централната част на Босна и Херцеговина. По цялото си протежение тече в северна посока, като прави леко изпъкнала на запад дъга. С изключение на най-долния си участък течението на реката има типичен планински характер, съпроводено с множество прагове и бързеи, няколко малки водопада, дълбока долина, на места с тесни каньони и дефилета. Особено величествен и живописен е каньонът на реката преди град Баня Лука. При град Лакташи реката излиза от планините и навлиза в крайната югозападна част на Среднодунавската низина. Тук долината ѝ значително се разширява, скоростта на течението ѝ намалява и се появяват множество меандри. Влива се отдясно в река Сава (десен приток на Дунав), на 86 m н.в., при град Сърбац.
Водосборният басейн на Върбас обхваща площ от 5023 km² (5,14% от водосборния басейн на Сава), като целият се намира на босненска територия. На изток водосборния басейн на Върбас граничи с водосборните басейни на реките Укрина, Босна и други по-малки десни притоци на Сава, на юг – с водосборния басейн на река Неретва (от басейна на Адриатическо море), на югозапад– с водосборните басейни на малки и къси реки, губещи се в безотточните карстови падини на Динарските планини, а на запад и северозапад – с водосборните басейни на река Уна и други по-малки десни притоци на Сава).
Основните притоци:
- леви – Плива (33 km, 768 km²);
- десни – и Угар (45 km, 328 km²), Връбня (85 km, 704 km²), Туняница[1].

Върбас има предимно дъждовно подхранване с ясно изразено пролетно и есенно пълноводие. Среден годишен отток в долното течение 70 m³/sec.
Водите на Върбас основно се използват за промишлено и битово водоснабдяване, а в долното течение частично и за напояване. Преди град Баня Лука реката е образува величествен каньон, в най-тясната част на който е изградена преградната стена на язовира „Бочац“, на който функционира голяма ВЕЦ. В района на град Баня Лука бликат лечебни сернисти извори. Природните забележителности по река Върбас са поставени под защита на закона.
По долината на реката са разположени няколко големи селища, градовете: Бугойно, Дони Вакуф, Яйце, Рековица и Баня Лука. В историографията реката се приема за граница между сръбските (босненски) и хърватските земи.